# Salganea taiwanensis
Salganea taiwanensis är en kackerlacksart som beskrevs av Roth, L. M. 1979. Salganea taiwanensis ingår i släktet Salganea och familjen jättekackerlackor.

## Underarter
Arten delas in i följande underarter:
- S. t. taiwanensis
- S. t. ryukyuanus